# Soarele meu (album)
Soarele meu este cel de-al doilea album de studio al formației de origine română Mandinga, lansat în vara anului 2005. Materialul discografic a fost promovat sub reprezentarea casei de discuri Roton. Cântecul omonim a fost extras pe disc single și a beneficiat de promovare solidă în România. Albumul Soarele meu a devenit un succes comercial în România, primind discul de aur pentru vânzări de peste 15,000 de exemplare. În luna decembrie a anului 2005, formația Mandinga a filmat un videoclip pentru piesa „De Crăciun”, care a primit difuzări slabe în cadrul posturilor de televiziune. Piesa „Soarele meu” a fost înscrisă în Selecția Națională pentru desemnarea reprezentantului României la Concursul Muzical Eurovision 2005, dar a obținut locul al patrulea.

## Ordinea pieselor pe disc
1. „Donde estas”
2. „Soarele meu”
3. „De Crăciun”
4. „Soarele meu (sunny mix)”
5. „Vreau”
6. „Nu, nu. nu”
7. „Todo”
8. „O seară”
9. „Oh, Cango”
10. „Soarele meu (giant remix)”
11. „Vreau să pot visa”
12. „Intro”